# 12687 де Валорі
12687 де Валорі (12687 de Valory) — астероїд головного поясу, відкритий 17 грудня 1987 року.
Тіссеранів параметр щодо Юпітера — 3,391.